# Better Portable Graphics
Better Portable Graphics (BPG) — свободный формат сжатия изображений с потерями качества, основанный на HEVC. Формат был разработан Фабрисом Белларом в 2014 году как замена JPEG с лучшим соотношением размер-качество.
Изображения в данном формате демонстрируют лучшее качество по сравнению с JPEG, JPEG XR и WebP при аналогичном размере конечного файла.
Для отображения изображений BPG в браузерах, не поддерживающих его, автором формата написан скрипт JavaScript.

## Патенты
Согласно утверждениям автора, на BPG могут распространяться некоторые патенты HEVC, однако любое устройство, лицензированное для поддержки HEVC, будет поддерживать и BPG. 
Но это может помешать повсеместной замене формата JPEG, несмотря на лучшее качество изображения.